# Bulbobuccicrenata
Bulbobuccicrenata es un género de foraminífero bentónico de la subfamilia Lituolinae, de la familia Lituolidae, de la superfamilia Lituoloidea, del suborden Lituolina y del orden Lituolida. Su especie tipo es Bulbobuccicrenata aegyptica. Su rango cronoestratigráfico abarca el Cenomaniense (Cretácico superior).

## Discusión
Clasificaciones previas incluían Bulbobuccicrenata en el suborden Textulariina del orden Textulariida, o en el orden Lituolida sin diferenciar el suborden Lituolina.

## Clasificación
Bulbobuccicrenata incluye a la siguiente especie:
- Bulbobuccicrenata aegyptica